# آپارتمان (فیلم ۱۹۹۶)
آپارتمان (فرانسوی: L'Appartement‎) یک فیلم فرانسوی است که در سال ۱۹۹۶ منتشر شد. از بازیگران آن می‌توان به رومن بورنژه، ونسان کسل، ژان-فیلیپ اکافی و مونیکا بلوچی اشاره کرد.